# Farní sbor Slezské církve evangelické augsburského vyznání v Třinci
Farní sbor Slezské církve evangelické augsburského vyznání v Třinci je sborem Slezské církve evangelické augsburského vyznání v Třinci. Sbor spadá pod Třinecký seniorát.
Sbor byl založen roku 1891 jako filiální a roku 1902 se změnil na samostatný. Roku 1925 byly ke sboru připojeny Kojkovice, které do té doby náležely k českotěšínskému sboru.
Služba sboru se uskutečňuje v pseudogotickém kostele z konce 19. století a ve sborovém centru Hutník, které vzniklo přestavbou zrušeného kina. Sboru dále náleží budova bývalé fary (adaptována na bytový dům), budova kazatelské stanice v Horní Líštné (v budově, vystavěné v letech 1852–1853, sídlila v minulosti evangelická škola, od roku 2012 je sídlem církevní mateřské školy) a hřbitovy s kaplemi v Lyžbicích, Horní Líštné a na Podlesí.
Farní sbor je zakladatelem společnosti SBOROVÉ CENTRUM, o.p.s.

## Pastoři (faráři) sboru
- Josef Pindor (1902-1919)
- Oskar Michejda (1919-1939)
- Józef Fukała (druhý pastor 1932-1943, první pastor 1948-1968)
- Evald Krygel (druhý pastor 1945-1965)
- Karel Wojnar (druhý pastor 1965-1969, první pastor 1969-1992)
- Władysław Kiedroń (druhý pastor 1969-1992)
- Stanislav Piętak (1992-2006)
- Pavel Kadlubiec (druhý pastor 2004-2009)
- Michal Klus (2007–2025)
- Bohdan Taska (druhý pastor 2010–2020)
- Jan Brtníček (druhý pastor od r. 2021)
- Jiří Chodura (pastor od r. 2025)

## Kurátoři sboru
- Jan Stonawski (1891–1911–?)
- Jan Ofiok
- Jan Stonawski (?–1951–?)
- Władysław Jaś (?–1979–?)
- Pavel Krop (1992–1995)
- Miroslav Hlavenka  (1995–2019)
- Karel Zientek (2019–2023)
- Daniel Danyś (od r. 2023)

## Jiní významní členové sboru
- Gustaw Ożana
- Josef Podola
- Vilém Spratek